# Gare d'Avignon-Centre
Pour les articles homonymes, voir Gare d'Avignon.
La gare d'Avignon-Centre est une gare ferroviaire française de la ligne de Paris-Lyon à Marseille-Saint-Charles, de la ligne d'Avignon à Miramas et de la ligne de Villeneuve-lès-Avignon à Avignon, située sur le territoire de la ville d'Avignon, dans le département de Vaucluse, en région Provence-Alpes-Côte d'Azur. Elle est implantée au plus proche du centre historique, bien « qu'à l'extérieur des murs ». La gare d'Avignon TGV est à environ six kilomètres au sud, sur la ligne à grande vitesse Méditerranée.
Elle est mise en service en 1849 par la Compagnie du chemin de fer d'Avignon à Marseille. Gare de la Société nationale des chemins de fer français (SNCF), elle est desservie par des TGV inOui, ainsi que par des trains régionaux TER Provence-Alpes-Côte d'Azur et TER Occitanie.

## Situation ferroviaire
Le bâtiment voyageurs de la gare d'Avignon-Centre est situé au point kilométrique (PK) 741,345 de la ligne de Paris-Lyon à Marseille-Saint-Charles, au PK 4,828 de la ligne de Villeneuve-lès-Avignon à Avignon et au PK 0,000 de la ligne d'Avignon à Miramas. Son altitude est de 23 mètres.

## Histoire
L'histoire ferroviaire d'Avignon est intimement liée avec celle de la création de l'axe Paris - Marseille. Après de nombreux débats et négociations le ferroviaire devient concret pour la ville avec la concession de la section d'Avignon à Marseille concédée le 24 juillet 1843 à Paulin Talabot, Joseph Ricard, Chaponnière et Étienne Émilien Rey de Foresta, suivant les clauses du cahier des charges du 31 mars 1843, modifié le 12 juin. La Compagnie du chemin de fer d'Avignon à Marseille met la ligne en service par tronçons successifs entre 1847 et 1849. La gare d'Avignon est mise en service le 5 mars 1849 lors de l'ouverture à l'exploitation du dernier tronçon entre Rognonas et Avignon, qui marque également l'ouverture des relations entre Marseille et Avignon.

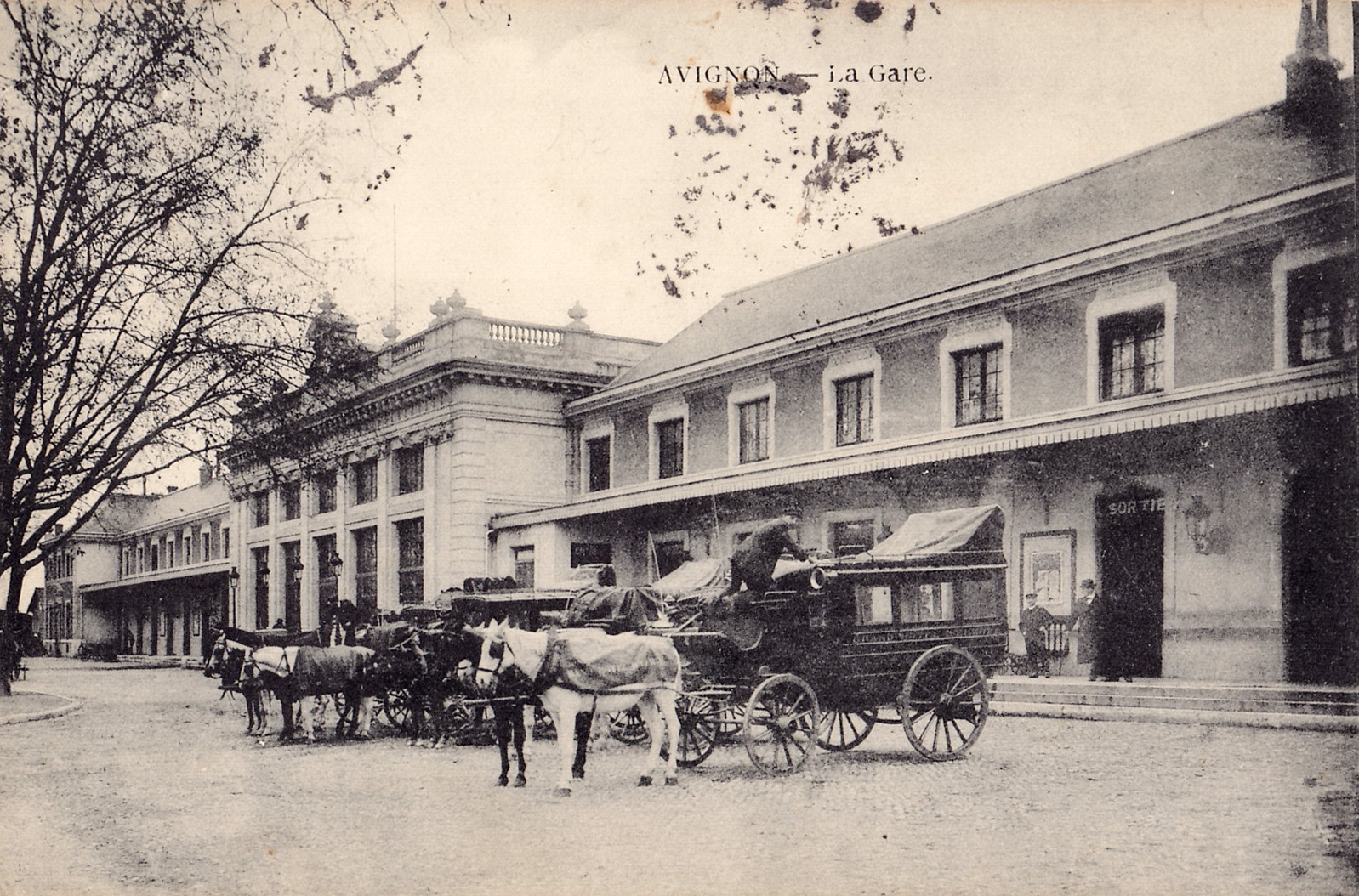
Calèche devant la gare d'Avignon au début du XXe siècle.

La liaison entre Lyon et Avignon a pris du retard. Elle est réactivée avec la concession du 15 juillet 1852 à la Compagnie du chemin de fer de Lyon à Avignon, en confirmation de la convention, du 19 juin 1852, conclue entre l'État et les représentants de cette compagnie, messieurs Benoist d'Azy, E. Blount, Parent, Drouillard et Hochet. Cette concession, qui regroupe plusieurs cessions faites à la compagnie, prend pour titre « Chemin de fer de Lyon à la Méditerranée ». L'ouverture le 29 juin 1854, de la ligne entre Valence et Avignon est le début de l'histoire des relations sur l'intégralité de la ligne classique Paris - Marseille qui deviendra parcourable sur toute sa longueur le 10 octobre 1856.
Le 11 avril 1857, a lieu la création de la Compagnie des chemins de fer de Paris à Lyon et à la Méditerranée (PLM), par la fusion des diverses anciennes compagnies. Paulin Talabot en devient le directeur général de 1862 à 1882. Le bâtiment voyageurs est construit en 1860 par le PLM selon des plans de l'architecte Louis-Jules Bouchot.
Le 19 décembre 1868, le PLM ouvre à l'exploitation les 33,500 km d'Avignon à Cavaillon, première section de la ligne d'Avignon à Salon.
En 1875, on y construit une deuxième tour à eau de 300 m3.

## Fréquentation
De 2015 à 2022, selon les estimations de la SNCF, la fréquentation annuelle de la gare s'élève aux nombres indiqués dans le tableau ci-dessous.
| Année                      | 2015      | 2016      | 2017      | 2018      | 2019      | 2020      | 2021      | 2022      | 2023      |
| -------------------------- | --------- | --------- | --------- | --------- | --------- | --------- | --------- | --------- | --------- |
| Voyageurs                  | 2 309 025 | 2 341 921 | 2 575 499 | 2 158 528 | 2 301 960 | 1 279 138 | 2 067 055 | 2 775 924 | 2 982 128 |
| Voyageurs et non voyageurs | 2 886 282 | 2 927 401 | 3 219 374 | 2 698 161 | 2 877 450 | 1 598 922 | 2 583 819 | 3 469 906 | 3 727 661 |

## Service des voyageurs

### Accueil

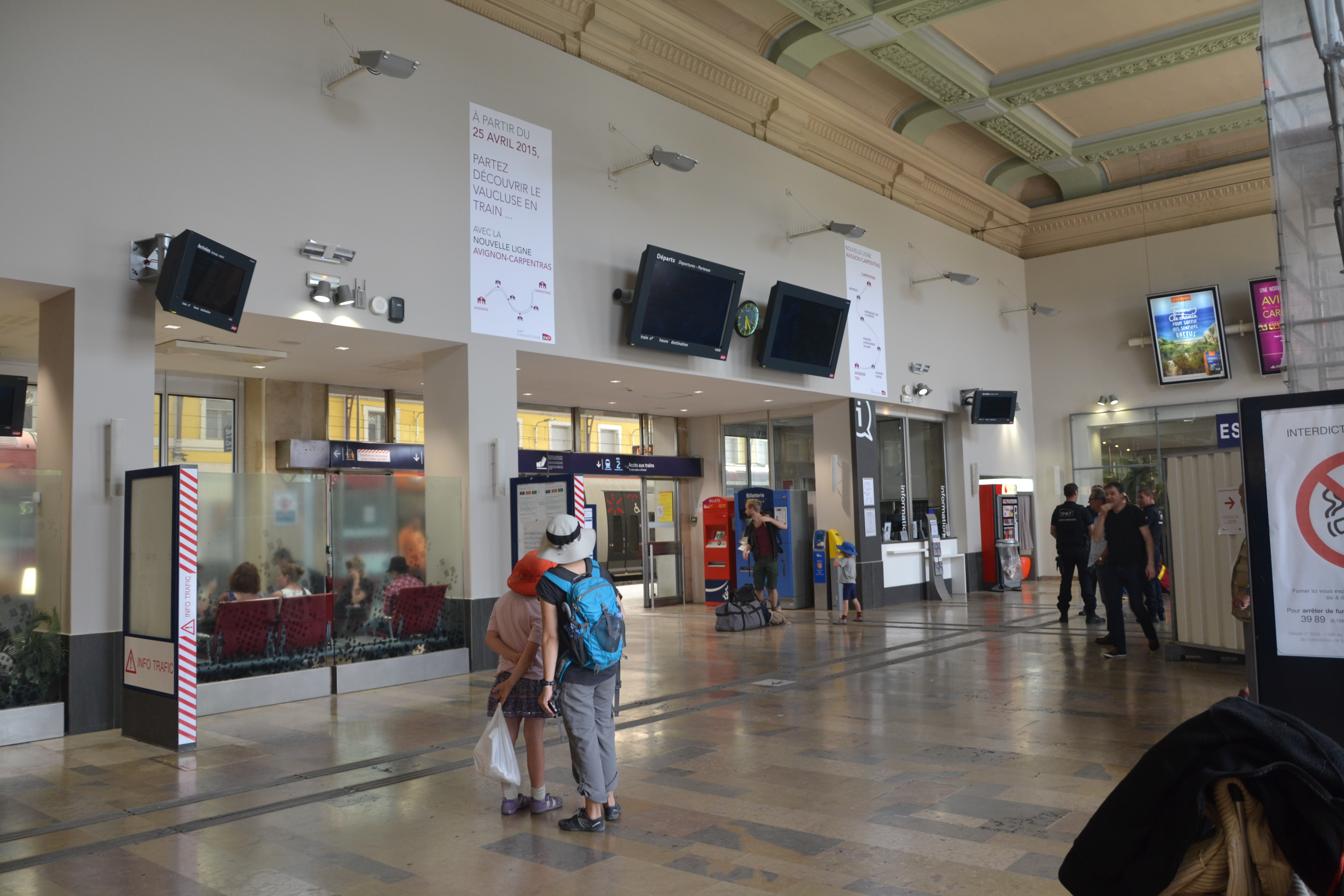
Salle des pas perdus de la gare.

La gare d'Avignon-Centre est une grande gare de la SNCF qui fait partie du programme « Gares en mouvement ». Elle propose ainsi divers services, aux voyageurs, directement accessibles par Internet. Un café de la gare, ainsi qu'un kiosque à journaux sont à disposition des voyageurs.

### Desserte

#### Grandes lignes
Bien qu'un nombre important de TGV desservent la gare d'Avignon TGV située à l'extérieur de la ville sur la ligne à grande vitesse Méditerranée, la gare d'Avignon-Centre a gardé des liaisons grandes lignes par TGV inOui, avec trois aller-retours quotidiens depuis Paris-Gare-de-Lyon, deux continuant vers Miramas.

#### Trains express régionaux (TER)
Avignon-Centre est une importante gare régionale. Elle est desservie par de très nombreux trains TER — TER Provence-Alpes-Côte d'Azur et TER Occitanie —, dont des trains Avignon – Lyon via Valence, Avignon – Marseille, Avignon – Miramas via Cavaillon, et Avignon – Montpellier via Nîmes. À partir du 15 décembre 2013, des TER relient la gare d'Avignon-Centre à la gare d'Avignon TGV, via la virgule d'Avignon ; cette liaison relie également la gare de Carpentras depuis le 25 avril 2015.
Ponctuellement, le trafic TER vers ou depuis Lyon peut être détourné par la ligne de la rive droite du Rhône, par exemple lors de travaux sur celle de la rive gauche ; les trains concernés desservent alors des gares comme celle du Teil. Toutefois, une liaison régulière entre Pont-Saint-Esprit et Avignon-Centre, voire Nîmes, est créée le 29 août 2022.

### Intermodalité
Des correspondances sont possibles avec le réseau urbain Orizo, par le biais de la ligne T1 du tramway, mais également par plusieurs lignes de bus (C2, 4, 5, 6, 9, 11 et CityZen République). En outre, une gare routière, située à proximité, est desservie par plusieurs lignes des réseaux interurbains Zou !, liO et cars Région Ardèche.

## Service des marchandises
Cette gare est ouverte au service du fret (tous services).

## Dépôt d'Avignon
Avignon possède un important dépôt de locomotives avec une grande rotonde et un pont tournant.